# Guanhui
Guanhui (kinesiska: 官会, 官会镇) är en köping i Kina. Den ligger i provinsen Henan, i den centrala delen av landet, omkring 210 kilometer sydost om provinshuvudstaden Zhengzhou. Antalet invånare är 52 285. Befolkningen består av 27 669 kvinnor och 24 616 män. Barn under 15 år utgör 24,0 %, vuxna 15-64 år 65 %, och äldre över 65 år 10,0 %.
Genomsnittlig årsnederbörd är 1 047 millimeter. Den regnigaste månaden är augusti, med i genomsnitt 224 mm nederbörd, och den torraste är januari, med 13 mm nederbörd.